# Casale Monferrato

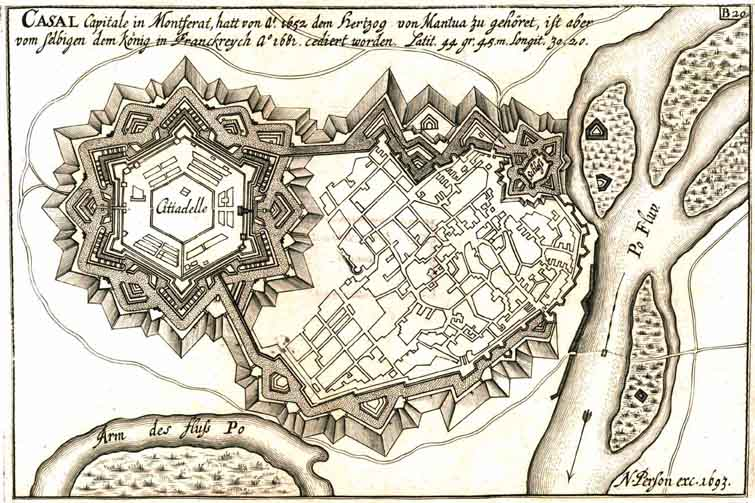
De historische vestingwerken

Casale Monferrato is een stad en gemeente in de Italiaanse regio Piëmont, in de provincie Alessandria. De stad ligt op de rechter oever van de rivier de Po, omgeven door de heuvels van de Monferrato. De eerste vermelding van Casale dateert uit het jaar 988. In het jaar 1305 werd Casale hoofdstad van het markgraafschap Monferrat.
Casale bleef hoofdstad tot het hertogdom Monferrat in 1713 werd toegevoegd aan Savoie. In de negentiende eeuw was de stad vooral belangrijk vanwege de cementwinning.
Het centrum van Casale Monferrato behoort tot de meest monumentale van Piëmont. Uit de romaanse periode dateren de kathedraal en de Torre Civica. De 16de-eeuwse synagoge is aan de buitenkant onopvallend maar heeft een opvallend barok interieur. Andere bezienswaardigheden zijn het Teatro Municipale, het 14de-eeuwse Castello en de gotische kerk San Domenico.

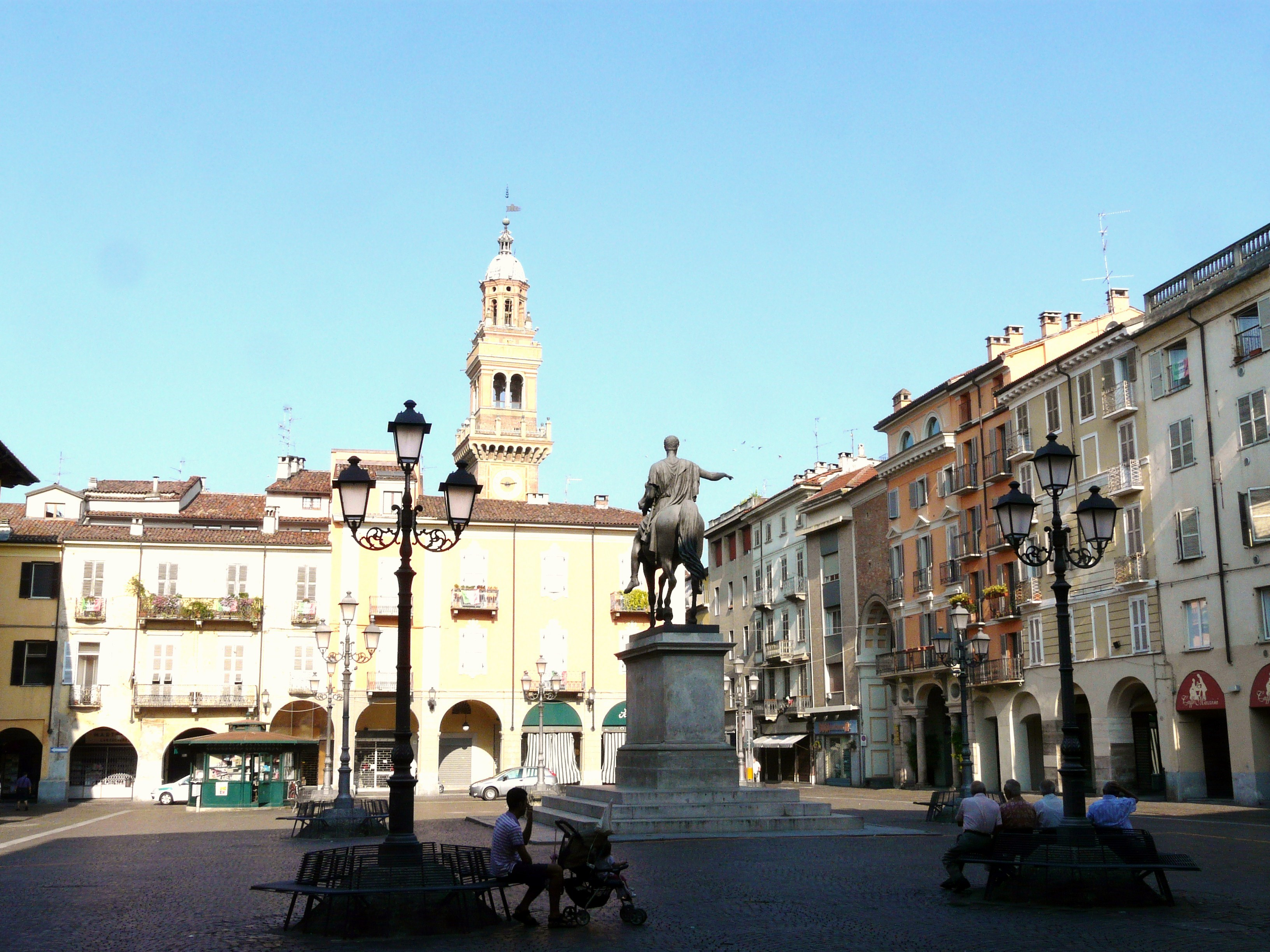
Piazza Mazzini

## Wijn
De heuvels rondom Casale Monferrate brengen veel wijnen voort waaronder: Barbera Monferrato, Rubino di Cantavenna, Grignolino Monferrato Casalese, Barbera d’Asti, Malvasia di Catorzo d’Asti en de Gabiano.

## Geboren in Casale Monferrato
- Giovanni Martino Spanzotti (ca. 1455-voor 1528), kunstschilder
- Leonardo Bistolfi (1859-1933), beeldhouwer (symbolisme)